# هانس-گیورگ یاونیخ
هانس-گیورگ یاونیخ (انگلیسی: Hans-Georg Jaunich؛ زادهٔ ۱۸ اکتبر ۱۹۵۱) بازیکن هندبال اهل آلمان بود.